# Yora
Le yora (ou nahua, parquenahua) est une langue panoane parlée en Amazonie péruvienne dans les départements de Cuzco, Ucayali et Madre de Dios.

## Classification
Le yora est proche du yaminahua. La langue ne compte qu'environ 170 locuteurs, cependant, il existe des groupes non contactés qui sont proches des Yoras: 300 Chandinahuas, 50 Chitonahuas, 100 Maxonahuas et 100 Morunahuas.